# Абла Мехио Сибай
Абла Мехио Сибай (араб. عبلة محيو السباعي‎) — профессор эпидемиологии Американского университета Бейрута (АУБ), Ливан. Сибай занимала должность временного декана факультета медицинских наук (FHS) АУБ с 2020 по 2022 год и в настоящее время является деканом FHS. Она также соучредительница и директор Центра изучения старения в Ливане.

## Биография
Несмотря на то, что её интересовала математика, Абла Мехио Сибай изучала фармацевтику в Американском университете Бейрута, где в 1977 году получила степень бакалавра. Её короткая фармацевтическая карьера завершилась из-за связанной с насилием ситуации в Ливане. 10 лет проработав исключительно матерью, она вернулась в Американский университет в Бейруте, где в 1986 году получила степень магистра эпидемиологии. Сибай получила докторскую степень по эпидемиологии в Лондонской школе гигиены и тропической медицины в 1997 году.

## Исследования и карьера
Будучи специалисткой в области общественного здравоохранения, Сибай занимается исследованиями здорового старения, социальной демографии и эпидемиологии неинфекционных заболеваний. В Ливане она в 2010 году стала соучредительницей программы AUB University for Seniors (UFS), а также в 2008 году стала соучредительницей и директором Центра исследований старения.
Сибай — член Научного совета (с 2021 г.) Всемирной организации здравоохранения, член Научного совета, член попечительского совета HelpAge International.

## Признание
В 2020 году Сибай была награждена премией L’Oréal-ЮНЕСКО «Для женщин в науке» «за новаторские исследования и защиту интересов здорового старения в странах с низким и средним уровнем дохода и их влияние на политику и программы в области здравоохранения и социальной защиты». Сибай также была удостоена премии Фонда доктора А. Т. Шоуша в 2014 г. за свой вклад в общественное здравоохранение и премии Государства Кувейт за борьбу с раком, сердечно-сосудистыми заболеваниями и диабетом в регионе Восточного Средиземноморья в 2019 году.